# Louis-Joseph-Crispin des Achards de La Baume
Louis-Joseph-Crispin des Achards de La Baume (né le 25 août 1721 à Avignon ; † le 16 février 1793 à Lyon), ecclésiastique, fut le dernier évêque de Cavaillon de 1761 à 1789.

## Biographie
Il est le fils de Louis-Jacques des Achards, seigneur de La Baume et de Diane Marie Brune. Ordonné prêtre en 1745, il succède à son oncle Elzéar-François comme prévôt d'Avignon. Il est nommé évêque en 1761 et consacré par le cardinal Giovanni Francesco Albani. C'est un prélat pieux et charitable mais lorsque commence la Révolution française, il est chassé de son siège épiscopal dès la fin de 1789 avant que son diocèse ne soit supprimé par la Constitution civile du clergé. Vieux, pauvre et malade, il erre ensuite entre Apt et l'Isle, puis d'Avignon à Lyon où il meurt en 1793.